# LCFA Senior 7 2021
La LCFA Senior 7 2021 è  il campionato di football a 7, organizzato dalla FCFA.

## Squadre partecipanti
| Club                 | Città                     | Stadio | Sponsor ufficiale | Risultato nella stagione 2019 |
| -------------------- | ------------------------- | ------ | ----------------- | ----------------------------- |
| Barcelona Legends    | Barcellona                |        |                   |                               |
| L'Hospitalet Pioners | L'Hospitalet de Llobregat |        |                   |                               |
| Vilafranca Eagles    | Vilafranca del Penedès    |        |                   |                               |

## Stagione regolare

### Calendario

#### 1ª giornata
| 20 marzo 2021, ore 16:00 | L'Hospitalet Pioners | 32 – 60 | Barcelona Legends |  |

#### 2ª giornata
| 10 aprile 2021, ore 16:00 | Barcelona Legends | 61 – 7 | Vilafranca Eagles |  |

#### 3ª giornata
| 25 aprile 2021, ore 17:00 | Vilafranca Eagles | 9 – 37 | L'Hospitalet Pioners |  |

#### 4ª giornata
| 8 maggio 2021, ore 17:00 | Barcelona Legends | 54 – 25 | L'Hospitalet Pioners |  |

#### 5ª giornata
| 23 maggio 2021, ore 11:30 | Vilafranca Eagles | 27 – 48 | Barcelona Legends |  |

#### 6ª giornata
| 5 giugno 2021, ore 17:00 | L'Hospitalet Pioners | 26 – 20 | Vilafranca Eagles |  |

### Classifica
La classifica della regular season è la seguente:
- PCT = percentuale di vittorie, G = partite giocate, V = partite vinte, P = partite perse, PF = punti fatti, PS = punti subiti

| Pos. | Squadra              | PCT   | G | V | N | P | PF  | PS  |
| ---- | -------------------- | ----- | - | - | - | - | --- | --- |
| 1    | Barcelona Legends    | 1.000 | 4 | 4 | 0 | 0 | 223 | 91  |
| 2    | L'Hospitalet Pioners | .333  | 4 | 2 | 0 | 2 | 120 | 143 |
| 3    | Vilafranca Eagles    | .000  | 4 | 0 | 0 | 4 | 63  | 172 |

## Final de la LCFA Senior 7
| Santa Coloma de Cervelló 20 giugno 2021, ore 11:30 | Barcelona Legends | 52 – 12 | L'Hospitalet Pioners |  |

## Verdetti
- Barcelona Legends Campioni della LCFA Senior 7 (1º titolo)